# Стшижув (город)
Стши́жув, также Стрижов (пол. Strzyżów)  —  город  в Польше, входит в Подкарпатское воеводство,  Стшижувский повят.  Имеет статус городско-сельской гмины. Занимает площадь 13,89 км². Население 8920 человек. Находится в исторической области Малая Польша. По административному делению Польши в 1975—1998 годах относился к Жешувскому воеводству.

## История
Легендарная история Стрижува восходит к IX веку, временам племени вислян, когда, как сообщается, языческий князь построил сторожевую башню со стороны реки Вислок под названием Стшежно для защиты восточных границ своей земли. В 1279 году в Буде (Венгрия) папский легат епископ Филипп подтвердил право аббата цистерцианского монастыря в Копшивнице на получение специального налога (десятины) от Чудеца и Стшижува.
Стшижув получил права города между 1373 и 1397 годами. В XV-XVII веках город имел 2 рынка, 3 церкви, 3 мельницы, 2 пивоварни и солодовни, приходскую школу, таможню, 2 моста. Город был окружён валом (частично сохранившимся как улица Завале). Это был период развития ремёсел и торговых контактов с другими городами в Польше, Венгрии и Словакии.
15 августа 1769 года барские конфедераты дали клятву перед иконой Непорочного зачатия Девы Марии в Стшижуве в присутствии Казимира Пулавского, после чего это изображение появилось на флаге конфедератов. На протяжении своей истории город пострадал от девяти пожаров, последний из которых в 1895 году дал начало каменному строительству. В 1796 году было получено королевское разрешение на организацию четырёх ярмарок в год. Население города в конце 1880 году было преимущественно польским, с присутствием значительных немецкого и еврейского меньшинств.
В 60-х и 70-х годов XX века в городе были открыты ряд фабрик, заводов и школ. Статус города подтверждался в 1896-1932 и 1954-1975 годы и вновь был установлен в 1999 году.

## Города-побратимы
- Баньякавалло (Италия)
- Намсус (Норвегия)
- Свидник (Словакия)
- Городок (Украина)
- Кишварда (Венгрия)
- Ласзе (Австрия)